# Episodi de La vita secondo Jim (prima stagione)

Jim (Jim Belushi)

La prima stagione della serie televisiva La vita secondo Jim (According to Jim) è composta da 22 episodi, trasmessi in prima visione negli Stati Uniti d'America da ABC dal 3 ottobre 2001 al 15 maggio 2002.
In Italia la stagione è stata trasmessa per la prima volta dal 2003 su Disney Channel; in chiaro è stata trasmessa in prima tv da Italia 1 dal 29 agosto 2005. 
| nº | Titolo originale                 | Titolo italiano               | Prima TV USA     | Prima TV Italia |
| -- | -------------------------------- | ----------------------------- | ---------------- | --------------- |
| 1  | Pilot                            | Le bugie hanno le gambe corte | 3 ottobre 2001   | 2003            |
| 2  | No Nookie                        | La casetta sull'albero        | 10 ottobre 2001  | 2003            |
| 3  | The Cat Came Back                | Il gatto                      | 17 ottobre 2001  | 2003            |
| 4  | Anniversary                      | Il ciccioversario             | 24 ottobre 2001  | 2003            |
| 5  | Unruly Spirits                   | Gracie contro tutti           | 31 ottobre 2001  | 2003            |
| 6  | Crush                            | Nick                          | 7 novembre 2001  | 2003            |
| 7  | Cheryl's Old Flame               | Regole, sempre regole...      | 14 novembre 2001 | 2003            |
| 8  | The Turkey Bowl                  | La partita perfetta           | 21 novembre 2001 | 2003            |
| 9  | Andy's Girlfriend                | Per un pugno di soia          | 28 novembre 2001 | 2003            |
| 10 | An According to Jiminy Christmas | Natale                        | 12 dicembre 2001 | 2003            |
| 11 | Bad Word                         | Niente parolacce              | 16 gennaio 2002  | 2003            |
| 12 | Model Behavior                   | Calcio e biscotti             | 23 gennaio 2002  | 2003            |
| 13 | The Money                        | Tori a Venezia                | 30 gennaio 2002  | 2003            |
| 14 | Blow-Up                          | La fotografia                 | 13 febbraio 2002 | 2003            |
| 15 | Racquetball                      | Squash                        | 27 febbraio 2002 | 2003            |
| 16 | Under Pressure                   | Sotto pressione               | 6 marzo 2002     | 2003            |
| 17 | Date Night                       | A cena fuori                  | 13 marzo 2002    | 2003            |
| 18 | Birthday Boys                    | Regali di compleanno          | 20 marzo 2002    | 2003            |
| 19 | The Receipt                      | La ricevuta                   | 24 aprile 2002   | 2003            |
| 20 | Old Friends                      | Vecchi amici                  | 1º maggio 2002   | 2003            |
| 21 | Cheryl's Day Off                 | Il giorno libero              | 8 maggio 2002    | 2003            |
| 22 | No Surprises                     | Niente sorprese               | 15 maggio 2002   | 2003            |

## Le bugie hanno le gambe corte
- Titolo originale: Pilot
- Diretto da: Andy Cadiff
- Scritto da: Tracy Newman, Jonathan Stark

### Trama
Ruby inizia a frequentare l'asilo, ma non vuole che sua madre la lasci da sola e così Cheryl è costretta a trascorrere tutte le giornate seduta su uno sgabello fuori dalla classe. Jim decide di prendere in mano la situazione. Purtroppo neanche lui riesce a staccarsi dalla bambina e viene fatto allontanare, con la forza dalla sicurezza. Andy ha discusso con la sua fidanzata Carrie, allora Cheryl propone a Jim di organizzare una cena affinché facciano pace: Jim spiega come lui e Cheryl abbiano sempre avuto tante discussioni, poi sono proprio Jim e Cheryl che iniziano a discutere perché salta fuori che, avendo avuto una colluttazione con la security, Jim ha iscritto Ruby a un altro asilo senza consultare sua moglie. La sera Jim, mentre sta mettendo a letto Ruby, riesce a farle capire che deve cominciare ad abituarsi a fare a meno dei genitori. In seguito riesce a risolvere anche la situazione con Cheryl.
- Guest star: Katie O'Rourke (Carrie), Mary Kathleen Gordon (Signora Carter)

## La casetta sull'albero
- Titolo originale: No Nookie
- Diretto da: Andy Cadiff
- Scritto da: Nastaran Dibai, Jeffrey B. Hodes

### Trama
Cheryl chiede a Jim e Andy di costruire una casa sull'albero per le bambine. Dana nota che sua sorella e Jim non riescono mai a stare da soli e propone a Cheryl, un pacchetto vacanze in offerta alle Bahamas, dando la propria disponibilità per badare ai bambini durante la loro assenza. Cheryl chiede a Jim di astenersi dal sesso fino alla partenza, cosicché possano godersi la vacanza come se fosse una specie di luna di miele. A Jim questo costa molta fatica, ma riesce a sublimare il sesso con gesti romantici come lasciare bigliettini d'amore a Cheryl. Purtroppo Dana si accorge di aver fatto un errore con le date e non può più tenere i bambini, così Cheryl è costretta a disdire tutto, ma tiene nascosta la cosa a Jim, perché vuole che continui a riempirla di attenzioni. Per rimediare Cheryl allestisce la casetta sull'albero come se fosse la loro vacanza e trascorre con Jim una notte romantica.

## Il gatto
- Titolo originale: The cat came back
- Diretto da: Andy Cadiff
- Scritto da: Tracy Gamble

### Trama
Jim, Andy e Dana stanno andando a vedere una partita allo stadio, ma prima di arrivare vengono chiamati da Cheryl, disperata: Mr.Feeney, il suo amato gatto, è morto. I tre tornano a casa per dare alla bestiola l'ultimo saluto, ma mentre Andy e Dana possono tornare alla partita, Cheryl domanda a Jim di restare a seppellire il gatto. Tuttavia il marito non resiste alla tentazione e per poter assistere alle ultime fasi dell'incontro nasconde il gatto morto nel congelatore e corre allo stadio. Cheryl, scoperto cosa ha fatto Jim, s'infuria ancora di più quando lui tenta maldestramente di rimediare comprandole un cane che chiama Gary Sinise, come il suo attore preferito. Alla fine però Jim capisce quanto Mr.Feeney fosse importante per Cheryl e così il gatto riceve un giusto funerale.
- Guest star: Danny Breen (Danny), Ed Lover (Ed), Tony Braunagel (Tony)

## Il ciccioversario
- Titolo originale: Anniversary
- Diretto da: Gil Junger
- Scritto da: Todd J. Greenwald & David Feeney

### Trama
Jim e Cheryl festeggiano il loro decimo anniversario di matrimonio, ma lei non ha mai saputo che tutti i regali ricevuti da Jim in realtà sono comprati da Dana con un prezzo che di anno in anno aumenta di 15 $. Stavolta Dana esagera e acquista un braccialetto con dei ciondoli che rappresentano vari ricordi della loro vita matrimoniale, così, quando Jim dimostra di non sapere il significato di una delle raffigurazioni, Cheryl capisce tutto. Per farsi perdonare Jim compra un televisore, perché Cheryl gli aveva chiesto "un regalo dal profondo del cuore", ma naturalmente soddisfa il suo gusto personale e non quello della moglie. Cheryl si vendica radunando le sue amiche davanti alla tv quando Jim e i suoi amici maschi volevano vedere la partita. Alla fine, però, quando Jim si arrende e decide di portare via il televisore, si scopre che a Cheryl l'apparecchio piace molto e i due decidono quindi di tenerlo.
- Guest star: Christopher Moynihan (Chris), Tony Braunagel (Tony)

## Gracie contro tutti
- Titolo originale: Unruly Spirits
- Diretto da: Andy Cadiff
- Scritto da: David Regal

### Trama
È Halloween e Cheryl punisce Gracie per le sue continue ed insolenti infrazioni delle regole della casa vietandole di andare in giro a fare "dolcetto o scherzetto". Tuttavia Jim, che ha sempre amato la festività, decide di approfittare dell'assenza della moglie per andare in giro con la bambina nonostante il divieto, venendo però scoperto da Cheryl. Nel frattempo Andy viene perseguitato da una sua vecchia fiamma di nome Claudia, che in realtà è solo Dana che si diverte a spaventarlo. Jim e Cheryl tentano maldestramente di punire Gracie ma alla fine non ci riescono, mentre Andy, con l'aiuto di Cheryl, si vendica di Dana grazie ad un suo conoscente che, fingendosi un poliziotto, l'arresta.
- Guest star: Michael McManus (Ben), Ken Magee (poliziotto), Steven Pierce (Fred), Soleil Borda (Emma)

## Nick
- Titolo originale: The Crush
- Diretto da: Andy Cadiff
- Scritto da: Robert Cohen

### Trama
Jim è stanco di avere Dana per casa e le propone continuamente dei fidanzati, ma tutti quelli che le capitano sono degli stupidotti.
Un giorno Jim e Andy si trovano in città quando incontrano Nick, un uomo muscolo e affascinante, e decidono di farlo conoscere a Dana: a lei piace subito, ma la situazione non cambia perché i due continuano a frequentare assiduamente la casa di Jim.
Non solo, ma Cheryl confida a Jim di simpatizzare per Nick, adorandolo non soltanto per il suo fascino, ma anche perché è capace di fare molte cose.
Jim, roso dalla gelosia, flirta apertamente con la venditrice di hot dog Gabriella per pareggiare i conti con Cheryl: la moglie dà in escandescenza, ma in realtà ha fatto apposta perché ha capito sin dall'inizio che Jim è geloso di Nick.
La situazione si risolve quando Dana e Nick si lasciano.
- Guest star: Christopher Moynihan (Chris), Tony Braunagel (Tony), Kevin Porter (Nick Devlin), Veronica Puleo (Gabriella)

## Regole, sempre regole...
- Titolo originale: Cheryl's Old Flame
- Diretto da: Michael Lembeck
- Scritto da: Bonnie Kallman

### Trama
Mentre Jim e Cheryl hanno una discussione sul permettere alle bambine di portare il televisore nella loro cameretta, Andy inizia delle sedute di analisi che coinvolgono anche le sue due sorelle, dove cominciano a nascere delle tensioni tra lui e Dana. Cheryl, intanto, scopre che Jim ha lasciato che le ragazze portassero la TV in camera e acconsente a lasciarla alle bimbe finché sono malate. Quando, però, arriva il momento di togliere il televisore, tra i coniugi nasce una discussione che si conclude con Cheryl che scopre che Jim, ogni tanto, usa ancora la sua motocicletta, sebbene le avesse giurato di non farlo mai più. Nel frattempo una nuova seduta di analisi ha fatto emergere appieno i problemi tra Andy e Dana, concludendosi con lei in lacrime, mentre Jim ha scoperto che anche Cheryl ha infranto la sua promessa, in quanto di tanto in tanto fuma una sigaretta. Alla fine, i due si accordano sul concedersi occasionalmente queste piccole infrazioni alle regole, mentre Andy e Dana, dopo che lei prova maldestramente a rimediare ad un suo errore passato (portandogli una torta con un fiore decorativo, ma mangiandoselo, proprio come fece anni prima), tornano al consueto rapporto.
- Guest star: Randall Arney (Dottor Gamble)

## La partita perfetta
- Titolo originale: The Turkey Bowl
- Diretto da: Gil Junger
- Scritto da: Tracy Gamble

### Trama
Jim trascorre il giorno del Ringraziamento al bowling perché stava per raggiungere il punteggio massimo quando, prima dell'ultimo strike, le luci si sono spente per un black-out.
Jim vuole rimanere al bowling, nonostante a casa tutti lo stiano aspettando per la cena, ma la luce non vuole tornare.
Cheryl critica Jim perché si sta comportando come un bambino, ma lui le spiega che ha sempre sofferto per non essere mai riuscito a essere il migliore in qualcosa.
Allora Cheryl porta gli invitati al bowling e illumina la pista con delle candele: Jim realizza l'ultimo strike e si fa fotografare con tutta la sua famiglia.
- Guest star: Garrett Morris (Lewis), Christopher Moynihan (Chris), Tony Braunagel (Tony)

## Per un pugno di soia
- Titolo originale: Andy's Girlfriend
- Diretto da: Andy Cadiff
- Scritto da: Tod Himmel

### Trama
Andy ha una nuova fidanzata: è Alicia, l'insegnante di pianoforte di Ruby.
Cheryl invita Alicia a cena, ma dopo questo incontro lei non vuole più frequentarli: tutti sono convinti che Alicia sia rimasta inorridita dalle maniere dozzinali di Jim.
Andy confida al cognato che in realtà ad Alicia non piace Cheryl: Jim lo dice alla moglie per farla arrabbiare, dato che è ossessionata dal dover piacere a tutti.
Cheryl pretende di avere una spiegazione e parla con Alicia, scoprendo che soffre del complesso d'inferiorità perché sente che Cheryl è troppo perfetta rispetto a lei.
Cheryl le racconta che in realtà la vede impeccabile soltanto in occasione dei loro incontri, mentre nella quotidianità è una donna esasperata dai problemi esattamente come tutte le altre.
- Guest star: Nicole Sullivan (Alicia), Dweezil Zappa (Joe), Ed Lover (Ed), Kevin Ruf (Dottor Josh Nelson), Willie Ornelas (Willie)

## Niente parolacce
- Titolo originale: Bad Word
- Diretto da: Gil Junger
- Scritto da: David Regal

### Trama
Gracie inizia a dire le parolacce e incolpa suo padre: Cheryl è costretta a scusarsi con le madri delle sue amichette perché anche loro le hanno imparate.
Jim porta Gracie al lavoro e tenta di farla smettere permettendole di sfogarsi, dicendo a ruota tutte le parolacce che le vengono in mente.
Al saggio di danza di Ruby, Jim viene accusato dai genitori degli altri bambini di essere un cattivo esempio: Cheryl prende le sue difese, ma Ruby cade e dice una parolaccia che ha imparato da Gracie, la quale a sua volta conferma che è stato suo padre a insegnargliela.
A casa Jim è grato a Cheryl perché per la prima volta è stato difeso per un suo cattivo comportamento: comunque anche a Cheryl scappa un'imprecazione, quindi non è tutta colpa di Jim se le bambine le hanno imparate.
- Guest star: Dennis Cockrum (padre di Roland), Irene Roseen (istruttrice di danza), Robert Belushi (ragazzo della pizza), Soleil Borda (Emma), Nicole Kuwahara (Adison), Carol Pawlak (madre)

## Calcio e biscotti
- Titolo originale: Model Behavior
- Diretto da: Gil Junger
- Scritto da: Tracy Gamble

### Trama
Jim è preoccupato perché Ruby è troppo sportiva e ha paura che per tutto il resto della vita sarà una persona onesta che arriverà sempre ultima.
Quando la bambina viene contattata come modella per una pubblicità di biscotti, Jim e Cheryl si ripromettono che sarà l'unica volta perché non è il caso di lanciarla così presto in una carriera.
Siccome Ruby è stata particolarmente brava, Jim vuole che partecipi ad altri casting e si preoccupa addirittura di cercarle un agente. I provini però falliscono e Jim accusa Cheryl di simpatizzare con le madri delle altre bambine, il che non aiuta certo Ruby a primeggiare.
Jim decide di accompagnare Ruby a un provino, ma litiga con il padre di un'altra bambina ed è costretto a rinnegare la propria teoria.
Jim promette a Ruby che d'ora in avanti conterà soltanto divertirsi e non sarà più obbligata a dover vincere.
- Guest star: Justin Doran (Rick), John Rubano (padre), Amita Balla (assistente del casting)

## Tori a Venezia
- Titolo originale: The Money
- Diretto da: Gil Junger
- Scritto da: David Feeney, Todd J. Greenwald

### Trama
Andy vuole comprare un appartamento e chiede un prestito di 1000 $ a Cheryl: lei è d'accordo, ma prima deve chiedere il permesso a Jim.
Cheryl menziona un conto corrente dove lei e Jim hanno messo tutti i loro risparmi in previsione di un futuro viaggio in Italia.
Andy ne parla con Jim, ma questi gli confessa che nel corso degli anni ha speso tutti i soldi e che attualmente il conto è vuoto.
Cheryl vuole fare il prestito ad Andy e, senza dire nulla al marito, va in banca dove scopre che non ci sono più soldi depositati sul conto.
Cheryl si arrabbia con Jim, soprattutto perché lui le rinfaccia di non portare a casa uno stipendio: la donna inizia a vendere i suoi oggetti di quando era single per guadagnare qualcosa.
- Guest star: Audrey Rapoport (Tracy)

## La fotografia
- Titolo originale: Blow up
- Diretto da: Gil Junger
- Scritto da: Mike Dieffenbach

### Trama
Per San Valentino Cheryl regala a Jim una sua foto osé. Jim la mostra a tutti e, quando Cheryl se ne lamenta, lui non le dà peso. Ma solo fin quando la foto finisce nella vetrina di un fotografo.
- Guest star: Mary Randle (commessa del negozio di foto)

## Squash
- Titolo originale: Racquetball
- Diretto da: Gil Junger
- Scritto da: Richard Goodman

### Trama
Cheryl, avendo saputo che Jim le fece vincere una partita di Squash per conquistarla, lo sfida e lo batte con un imbroglio. Ma Jim se ne accorge e vuole la rivincita. La seconda partita vedrà Jim vincere e ciò' scatenerà la rabbia di Cheryl, ma i due faranno pace come al solito.
- Guest star: Ed Lover (Ed), John Rubano (John)

## Sotto pressione
- Titolo originale: Under pressure
- Diretto da: Gil Junger
- Scritto da: Nastaran Dibai, Jeffrey B. Hodes

### Trama
Cheryl, preoccupata perché ha scoperto che Jim prende farmaci per combattere la pressione alta, lo tiene a dieta e lo coccola. E Jim ne approfitta.
- Guest star: Jeffrey King (Dr. Portello)

## A cena fuori
- Titolo originale: Date night
- Diretto da: Andy Cadiff
- Scritto da: Richard Greenman

### Trama
Cheryl e Jim organizzano una cenetta romantica fuori casa. Pensano a tutto, al posto e al menù, ma alla fine la serata si rivela un clamoroso fiasco.
- Guest star: DeMorge Brown (Valet), David Greenman (cameriere)

## Regali di compleanno
- Titolo originale: Birthday boys
- Diretto da: Gil Junger
- Scritto da: David Regal

### Trama
Dana fa un costoso regalo a Kyle per il suo compleanno. Andy, che compie gli anni lo stesso giorno, si sente però trascurato. E così, per festeggiarlo, vanno in una steak house.
- Guest star: Jeremy Rowley (cameriere), Jordan Black (cameriere), Aaron Lee (cameriere)

## La ricevuta
- Titolo originale: The Receipt
- Diretto da: Gil Junger
- Scritto da: Tod Himmel

### Trama
Quando il nuovo lettore DVD si rompe, Jim deve trovare la ricevuta per cambiarlo. Non riesce a trovarla da nessuna parte e incolpa Cheryl per averla persa. Lei dice che è stato lui a perderla e pur di avere ragione Jim compra un altro lettore DVD dicendo a Cheryl di aver scambiato quello rotto. Più tardi, Dana si presenta con la ricevuta, in cui Cheryl le ha scritto una ricetta, e Cheryl - dopo aver capito che dopotutto era colpa sua - la brucia. Le due litigano, ma presto decidono di lasciar perdere, tornando a essere di nuovo felici.
- Guest star: Brian Reed Garvin (Lazy Al), Jim Rash (Bill)

## Vecchi amici
- Titolo originale: Old Friends
- Diretto da: Gil Junger
- Scritto da: Tracy Newman e Jonathan Stark

### Trama
Jim incontra un vecchio amico dei suoi giorni folli che ora è un poliziotto. Jim si propone di dimostrare di non essere un "vecchio ragazzo sposato" rimanendo fuori tutta la notte e facendo festa. Sfortunatamente, questo ha conseguenze negative per entrambi.
- Guest star: Dan Aykroyd (Danny Michalski), Glen Clark (Glen), Larry Lee Lerma (Larry), Johnny Lee Schell (John), Tony Braunagel (Tony)

## Il giorno libero
- Titolo originale: Cheryl's Day Off
- Diretto da: Gil Junger
- Scritto da: Bob Nickman

### Trama
Jim accetta di portare le ragazze al parco per l'intera giornata, mentre Cheryl e Dana vanno a un appuntamento dal dottore. Al parco, Jim lascia le ragazze con un'altra mamma e va al cinema... dove viene beccato da Cheryl. Le cose vanno di male in peggio quando cerca di recuperare i bambini e non riesce a ricordare con chi li ha lasciati.
- Guest star: Elizabeth Anne Smith (Sandy), Hira Ambrosino (Sarah)

## Niente sorprese
- Titolo originale: No Surprises
- Diretto da: Philip Charles MacKenzie
- Scritto da: Nastaran Dibai e Jeffrey B. Hodes

### Trama
Jim organizza una festa a sorpresa per il compleanno di Cheryl, ma si arrabbia e la annulla quando Dana fa cadere i fagioli. Per farsi perdonare, Cheryl organizza una festa per lui, ma è troppo impegnato a giocare a bowling per presentarsi.
- Guest star: Brian Urlacher (se stesso), Doug Cameron (Doug), Doug Decker (invitato della festa di compleanno), Glen Clark (Glen), Brian Palermo (barista), Johnny Lee Schell (John), Tony Braunagel (Tony)